# Morti nel 1659
| Questa pagina contiene informazioni ricavate automaticamente dalle voci biografiche con l'ausilio del template Bio e di un bot. L'aggiornamento è periodico e automatico e ricostruisce completamente la pagina. Se manca una persona in questa lista, sei pregato di non aggiungerla, ma accertati piuttosto che la sua voce biografica contenga il template Bio e che i dati anagrafici siano correttamente compilati. Se il template Bio manca, inseriscilo tu stesso o, in alternativa, metti l'avviso {{tmp\|Bio}} che ne segnala la mancanza. Se i dati riportati sono sbagliati, correggi direttamente la voce biografica; le modifiche saranno visibili in questa lista entro pochi giorni. Per chiarimenti vedi il progetto biografie. La lista contiene solo le 87 persone che sono citate nell'enciclopedia e per le quali è stato implementato correttamente il template Bio. Pagina aggiornata al 2 mag 2025. |

## Gennaio(5)
- 4 gennaio - Enrico II di Savoia-Nemours, nobile e arcivescovo cattolico francese (n. 1625)
- 15 gennaio - Giuliana d'Assia-Darmstadt, nobile (n. 1606)
- 20 gennaio - Marcantonio V Colonna, nobile italiano (n. 1609)
- 21 gennaio - Camillo Melzi, cardinale e arcivescovo cattolico italiano (n. 1590)
- 31 gennaio - János Apáczai Csere, matematico ungherese (n. 1625)

## Febbraio(9)
- 11 febbraio - Guillaume Colletet, poeta francese (n. 1598)
- 12 febbraio - Maddalena Sibilla di Hohenzollern, nobildonna (n. 1586)
- 15 febbraio - John Arrowsmith, teologo inglese (n. 1602)
- 17 febbraio - Valerio Castello, pittore italiano (n. 1624)
- 17 febbraio - Abel Servien, politico, diplomatico e nobile francese (n. 1593)
- 24 febbraio - Johan Rode, medico e umanista danese (n. 1587)
- 25 febbraio - Willem Drost, pittore olandese (n. 1633)
- 26 febbraio - Fabrizio Savelli, cardinale italiano (n. 1607)
- 28 febbraio - Jean Morin, religioso, teologo e predicatore francese (n. 1591)

## Marzo(3)
- 9 marzo - Prospero Bonarelli della Rovere, drammaturgo e diplomatico italiano (n. 1582)
- 9 marzo - Deodato Scaglia, vescovo cattolico italiano (n. 1592)
- 29 marzo - Juan Bautista de Lezana, religioso e teologo spagnolo (n. 1586)

## Aprile(5)
- 4 aprile - Giovanni Girolamo Lomellini, cardinale italiano (n. 1607)
- 7 aprile - Luigi Capponi, cardinale, arcivescovo cattolico e bibliotecario italiano (n. 1583)
- 15 aprile - Simon Dach, scrittore e poeta tedesco (n. 1605)
- 27 aprile - Giulio Cesare Begni, pittore italiano (n. 1579)
- 29 aprile - Louis de Sainte-Marthe, storico e umanista francese (n. 1571)

## Maggio(3)
- 6 maggio - Anna Eleonora d'Assia-Darmstadt, nobile (n. 1601)
- 29 maggio - Robert Rich, III conte di Warwick, conte britannico (n. 1611)
- 29 maggio - Christopher Wren, presbitero inglese (n. 1589)

## Giugno(5)
- 5 giugno - Sharif ibn Ali, sultano marocchino (n. 1589)
- 6 giugno - Nadira Banu Begum, principessa indiana (n. 1618)
- 23 giugno - Giovanni Dolfin, vescovo cattolico italiano (n. 1589)
- 26 giugno - García Sarmiento de Sotomayor, spagnolo
- 29 giugno - Alfonso Mendes, patriarca cattolico e gesuita portoghese (n. 1579)

## Luglio(2)
- 24 luglio - Matteo Sacchetti, I marchese di Castel Rigattini, nobile italiano (n. 1593)
- 26 luglio - Mary Frith, criminale inglese

## Agosto(9)
- 4 agosto - Ikoma Ienaga, militare giapponese (n. 1611)
- 4 agosto - Ikoma Takatoshi, militare giapponese (n. 1611)
- 8 agosto - Filippo Spinola, generale, politico e nobile italiano (n. 1594)
- 10 agosto - Federico III di Holstein-Gottorp, duca (n. 1597)
- 10 agosto - Eleonora Ramirez de Montalvo, educatrice italiana (n. 1602)
- 14 agosto - Prospero Caffarelli, cardinale italiano (n. 1593)
- 20 agosto - Dorothy Percy, nobile inglese (n. 1598)
- 22 agosto - Michał Boym, missionario polacco (n. 1612)
- 30 agosto - Dara Shikoh, principe e scrittore indiano (n. 1615)

## Settembre(4)
- 5 settembre - Pieter de Carpentier, politico olandese (n. 1586)
- 8 settembre - Federico V di Baden-Durlach, nobile tedesco (n. 1594)
- 20 settembre - Simone Rau e Requesens, vescovo cattolico e poeta italiano (n. 1609)
- 30 settembre - Giovanni Pesaro, doge (n. 1589)

## Ottobre(8)
- 1º ottobre - Juan de Palafox y Mendoza, vescovo cattolico spagnolo (n. 1600)
- 3 ottobre - Teramo Castelli, presbitero, missionario e disegnatore italiano (n. 1597)
- 6 ottobre - Ignazio Lupi, presbitero e teologo italiano (n. 1585)
- 7 ottobre - Luigi Cusani, III marchese di Ponte, nobile e politico italiano (n. 1592)
- 10 ottobre - Abel Tasman, navigatore, esploratore e cartografo olandese (n. 1603)
- 27 ottobre - Giovanni Francesco Busenello, librettista e poeta italiano (n. 1598)
- 31 ottobre - John Bradshaw, magistrato e politico inglese (n. 1602)
- 31 ottobre - Giovanni Battista Stefaneschi, pittore e presbitero italiano (n. 1582)

## Novembre(3)
- 17 novembre - Baldassarre Bonifacio, scrittore, poeta e vescovo cattolico italiano (n. 1585)
- 17 novembre - Giovanni Pietro Puricelli, presbitero e storico italiano (n. 1589)
- 19 novembre - William Lamport, avventuriero irlandese (n. 1611)

## Dicembre(4)
- 3 dicembre - Gabriele II di Costantinopoli, arcivescovo ortodosso greco
- 7 dicembre - Ralph Brownrigg, vescovo anglicano inglese (n. 1592)
- 19 dicembre - Anna Sofia di Brandeburgo, nobile (n. 1598)
- 31 dicembre - Alano di Solminihac, vescovo cattolico francese (n. 1593)

## Senza giorno specificato(27)
- Sten Adamsen, pittore danese
- Ahmad al-Abbas, sultano marocchino
- Schelte à Bolswert, incisore olandese (n. 1586)
- Giovanni Andrea Coppola, pittore italiano (n. 1597)
- Francisco De Rioja, poeta spagnolo (n. 1583)
- Paolo Del Buono, scienziato italiano (n. 1625)
- Giovanni Battista da Dovara, arcivescovo cattolico italiano (n. 1590)
- Jacques Fouquier, pittore fiammingo
- Filippo Gagliardi, pittore e architetto italiano
- Gazi Hüseyin Pascià, politico e militare ottomano
- Alfonso Gonzaga, condottiero italiano (n. 1596)
- Camillo Gonzaga, condottiero italiano (n. 1600)
- Anne Greene, britannica (n. 1628)
- Antonio Grimani, nobile italiano (n. 1605)
- Charles Herle, teologo e religioso inglese (n. 1598)
- Ii Naotaka, militare giapponese (n. 1590)
- Joannicus II di Costantinopoli, arcivescovo ortodosso greco
- Katakura Shigenaga, militare giapponese (n. 1585)
- Ferdinand Sigismund Kurz von Senftenau, politico tedesco (n. 1592)
- Abdul Hamid Lahori, storico e viaggiatore indiano
- Giovanni Martinelli, pittore italiano (n. 1600)
- Henry Percy, barone Percy di Alnwick, nobile, politico e generale inglese
- Peter Verpoorten, scultore fiammingo
- Francesco Vignali, compositore e organista italiano (n. 1609)
- Frans Wouters, pittore fiammingo (n. 1612)
- Paolo Zacchia, medico italiano (n. 1584)
- Fabio de Lagonissa, patriarca cattolico italiano